# Erez
|  | Aquest article tracta sobre el kibbutz d'Israel. Si cerqueu la ciutat turca , vegeu «Erzincan». |

Erez  (hebreu: אֶרֶז‎, lit. Cedre), és un kibbutz al sud-oest d'Israel. Està situat al nord.oest del Nègueb a uns 18 kilòmetres al sud d'Ashkelon, forma part de la jurisdicció del Xaar del Nègueb. En 2015 tenia 487 habitants.
Erez és el nom del primer nucli en què es va assentar el kibutz. Eren membres del nucli Noar Oved de Petah Tikva. Originalment es van assentar a la terra a la zona d'Or HaNer en 1949. Tanmateix en 1950 van ser reubicats en la seva ubicació actual en terres pertanyents al despoblat àrab de Dimra.
El kibutz té tres indústries principals; l'agricultura (cultiu de fruites i cria d'animals), la indústria manufacturera (l'empresa "Erez Thermoplastics Products" que fabrica cobertures de plàstic) i investigació i desenvolupament.